# Francesco Biasin
Francesco Biasin (ur. 6 września 1943 w Arzercavalli) – włoski duchowny rzymskokatolicki pracujący w Brazylii, w latach 2011–2019 biskup Barra do Piraí-Volta Redonda.

## Życiorys
Święcenia kapłańskie przyjął 20 kwietnia 1968 i został inkardynowany do diecezji padewskiej. Przez cztery lata pracował jako wikariusz w Fossò. W 1972 wyjechał jako misjonarz fidei donum do Brazylii. Przez 30 lat pracował w diecezjach São Sebastião do Rio de Janeiro, Duque de Caxias oraz Itaguaí. W 2003 powrócił do Padwy i został diecezjalnym dyrektorem Papieskich Dzieł Misyjnych.
23 lipca 2003 papież Jan Paweł II mianował go biskupem Pesqueiry. Sakry udzielił mu 12 października 2003 bp Bernardino Marchió.
8 czerwca 2011 został mianowany biskupem Barra do Piraí-Volta Redonda. Ingres odbył się 28 sierpnia 2011.
13 marca 2019 przeszedł na emeryturę.